# Maklár

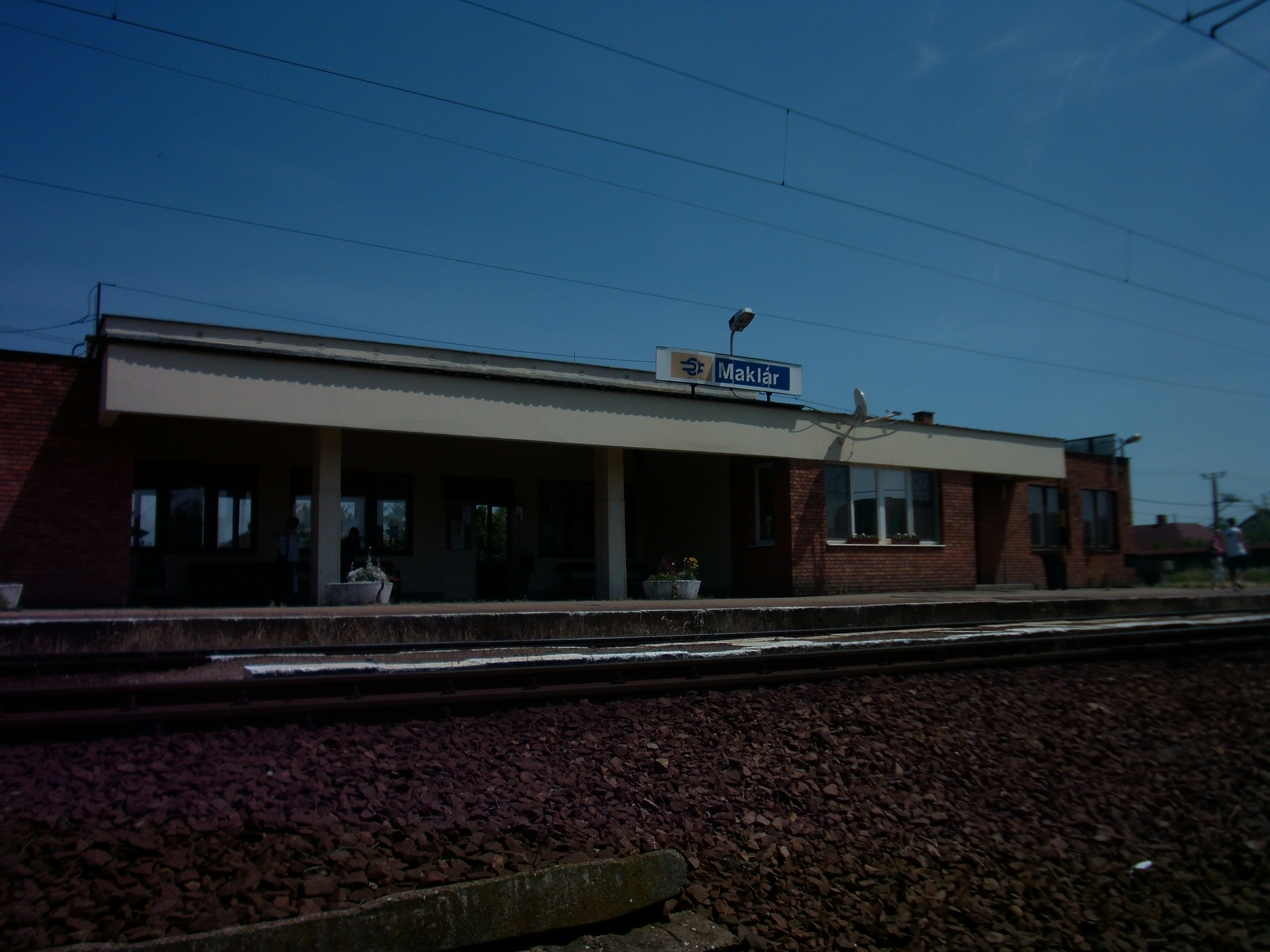
A vasútállomás épülete

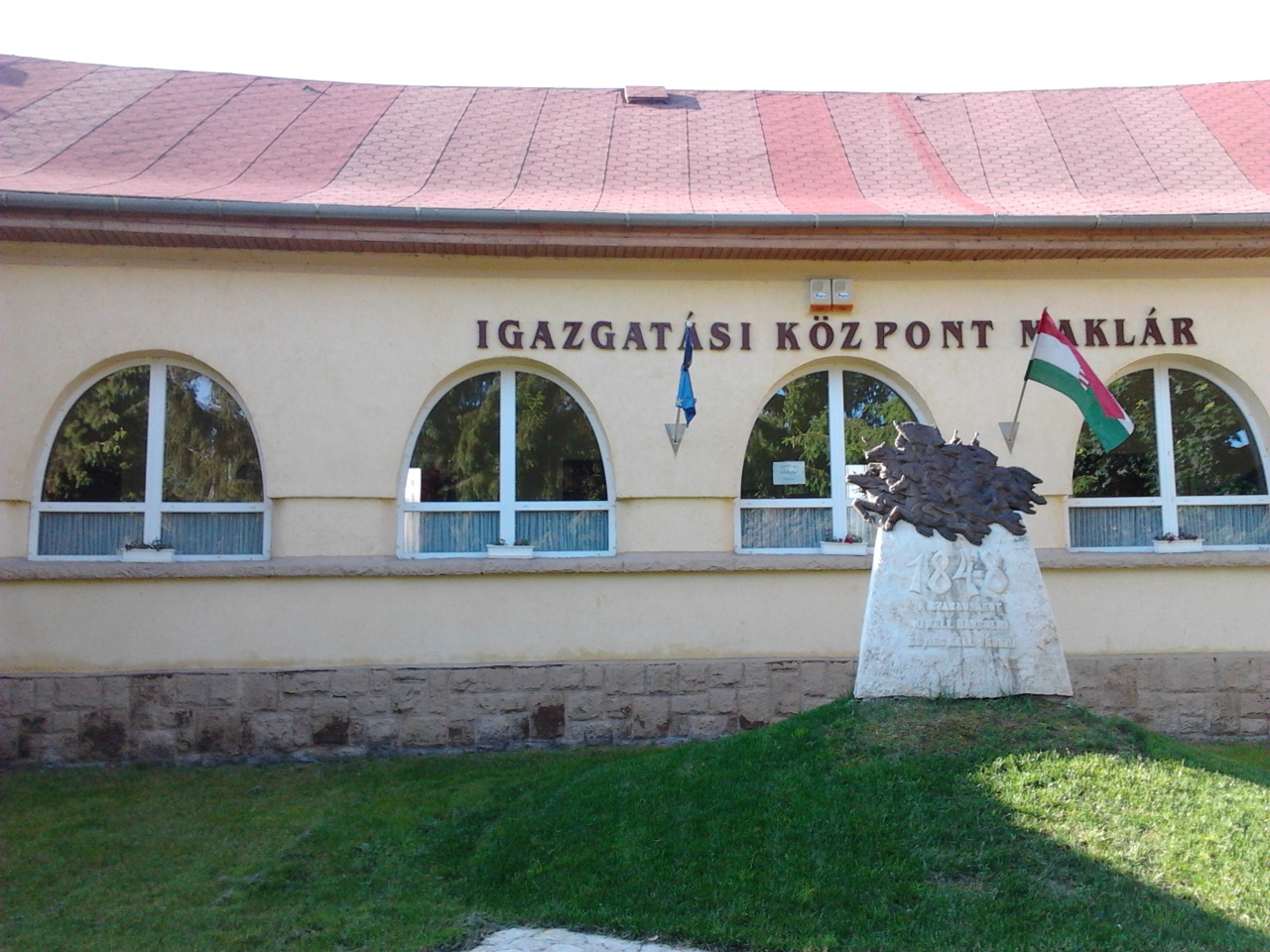
A maklári Igazgatási Központ épülete az 1848–49-es forradalom és szabadságharc emlékművével

Maklár község Heves vármegye keleti középső részén, az Egri járásban.
A település a Bükk hegység lábánál elterülő Egri-Bükkalja Alföldbe simuló dombvidékének határmezsgyéjén fekszik, a síkság északi peremvidékén, a Duna–Tisza közén. Közlekedés-földrajzi adottságai jók, melyeket tovább javított a határában megépült M25-ös autóút. A falu manapság, akárcsak a mintegy 750 éves múltja során mindenkor a közeli vármegyeszékhelyhez szorosan kapcsolódik. Az egri borvidék részeként gazdaságában mindig is jelentős szerepet játszó mezőgazdaság napjainkban az ipari termelésnek adja át helyét, miközben a település fejlődése lépten-nyomon tetten érhető.

## Elhelyezkedése

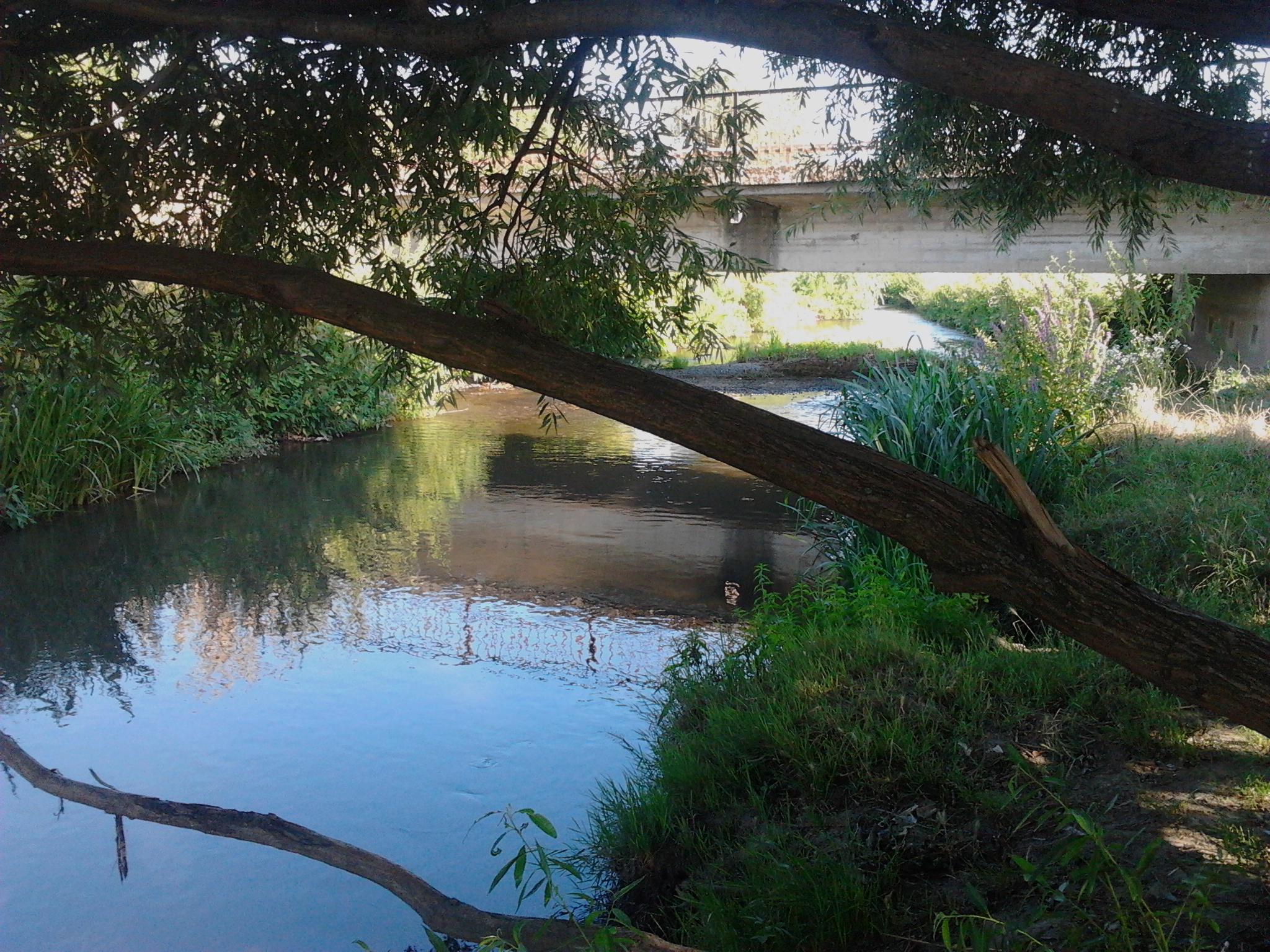
Az Eger-patak (Nagytálya után Rima-patak) hídja Maklárnál

A 2501-es út mentén Egertől déli irányban 11 kilométerre, Füzesabonytól északi irányban 4 kilométerre fekvő település. Eger völgyének déli kijáratában, a Bükk-vidék Alföldbe simuló legdélibb nyúlványai között, az Egri-Bükkalja délnyugati szélén, az Eger-patak két oldalán helyezkedik el. Alsóbbrendű közúton, valamint a Füzesabony–Eger vasútvonalon is megközelíthető. Ez utóbbin állomással rendelkezik. A településtől délre, Füzesabonynál lehet rácsatlakozni a 3-as főútra és a Füzesabony déli részén elhaladó M3-as autópályára, valamint a 33-as főútra. Itt halad el az M25-ös autóút, amely Füzesabonyt köti össze Egerrel.
Maklárról biciklivel indulva kerékpárúton elérhető a szomszédos Nagytálya település. A település északi részén az ötvenes évek óta füves leszállópályával rendelkező sportrepülőtér található, amelyet főleg a vitorlázó repülőgépek és kis sportrepülők vesznek igénybe.

### Környező települések
Maklárt északi irányból a vele egybeépült Nagytálya, kelet felől Mezőkövesd 12 km-re, délkeletről Szihalom 7 km-re, délről Füzesabony 6 km-re, nyugatról Kerecsend 5 km-re határolja.

## Földrajza

### Természetföldrajza
A település természetföldrajzilag részben sík területen, részben a Bükk-vidék déli dombnyúlványai által övezett területen fekszik.  Az egerszalóki hőforrás 15 km-re, a Tisza-tó 40 km-re található.  A falut az Eger-patak szeli ketté, itt válik ki belőle a Rimának nevezett árapasztó csatorna. Maklár kellemes, csendes, város környéki település, barátságos faluképpel. A falu lakott területei mintegy 126-133 méteres tengerszint feletti magasságban helyezkednek el. A környező dombok közül a nyugati részen húzódó Nagy-Aszó 184 méter magasságig emelkedik, keleten az Öreghegy legmagasabb, még Maklárhoz tartozó pontján, mintegy 180 méter magas. A falu legalacsonyabb külterületi részei mintegy 120-124 méteres tengerszint feletti magasságban találhatóak.
Határának déli része Szihalomtól Füzesabonyig terjedő síkság, a keleti és nyugati határa dombos-völgyes terület. A települést keletről az Öreg-hegy, nyugatról a Nagy-Aszó dombjai övezik. A települést és határát érintő szárító széljárás nyugat–északnyugati irányú. A vidék a csapadékot is többnyire ebből az irányból kapja. A csapadék éves átlagmennyisége 400–500 mm, a napsütéses órák száma meghaladja az 1400 órát. A falu határának talaja fekete agyagtalaj, amely a környék legjobb termőterületeként a község lakóinak mindenkor biztos megélhetést nyújtott. A falut kettészeli a bővizű Eger-patak, amely a Bükk hegység nyugati oldalának felszíni vizeit szállítja a Tiszába. Az általa érintett települések több tucat malmának szolgáltatott évszázadokon át vízi energiát, öntözővizet és ivóvizet biztosított. Ezeknek a természeti adottságoknak méltán nagy szerepe volt abban, hogy a falu – többszöri elpusztulása és lakóinak hányatottsága ellenére – több mint 750 éven át fennmaradt és ma is virágzó település. A község szerkezetileg széles utcás település. Házai többnyire szalagtelken, sorosan helyezkednek el. Szabályosan kimért széles utcái és telkei magukon viselik a 18. századi újratelepülés nyomait.

## Története

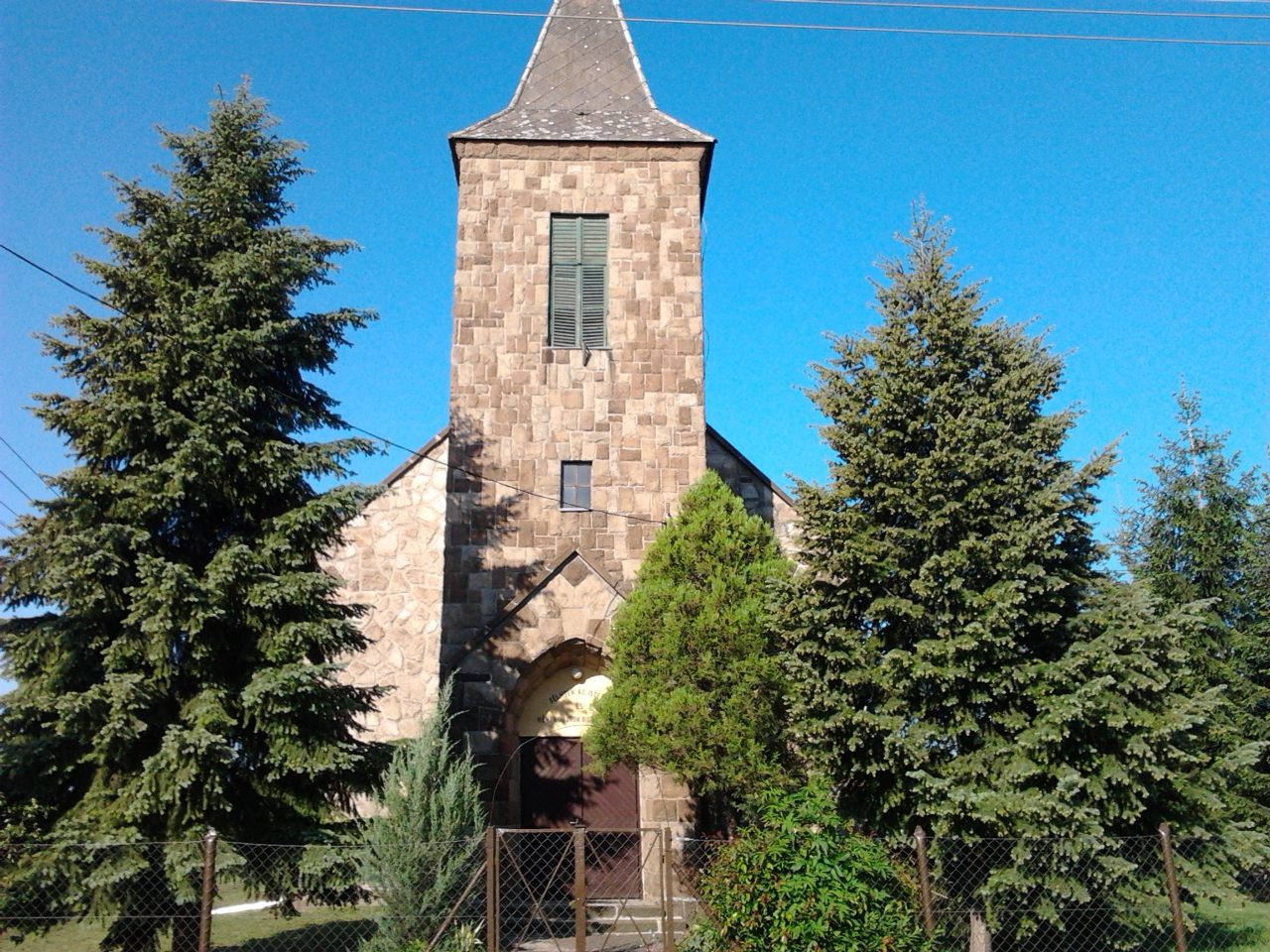
A maklári Református templom keleti bejárata

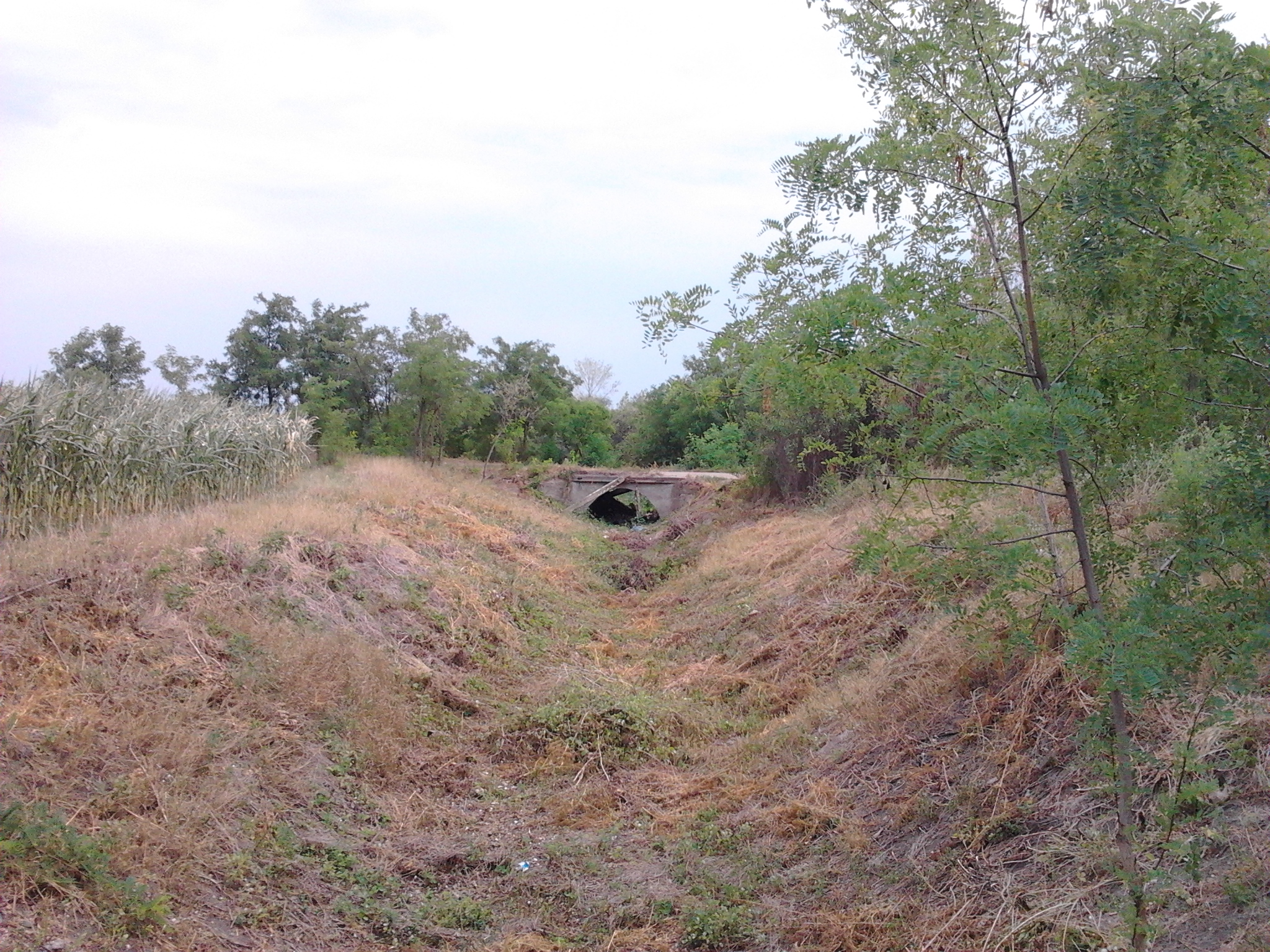
Maklár legdélebbi kőhídja

A mai település helyén az i. e. 2. évezred elejétől kimutathatók az emberi letelepedés nyomai. Ekkor bronzkori népek telepedtek meg itt, számos régészeti emléket hagyva maguk után a Baglyas-dombon és a Koszpérium-dombon. A honfoglaláskor a területet az Örs törzs szállta meg. A 11. században az I. István király alapította Egri püspökség része lett az Eger-patak völgyével együtt. A tatárjáráskor a település sok emléke elpusztult.
A település első okleveles említését 1261-ből ismerjük, amikor IV. Béla az egri völgy falvainak, köztük Maklárnak birtokában megerősítette az egri püspökséget (a falu 1804-ig az egri érsekség birtoka volt). Nevének első írásos alakja Moklar volt, amely feltehetően a csagatáj eredetű, többes számú maq, azaz dicséret és a többes számot jelző -lar utótagból ered. Az 1380-as években Maklár vámszedési jogot nyert, később népes mezőváros, oppidum lett. Hunyadi Mátyás idején Nagymaklár és Kismaklár nevű falurészeket említettek az oklevelek. 1486-ban Nagymaklár az egri vár részére szolgáltatott bárányt, sört, sajtot, kenyércipót, malac- és bordézsmát, ide fuvarozta a tűzifát és minden napra állított egy várőrt is. Ugyanakkor Kismaklár az egri püspöki udvartartás számára adott kaszásokat, valamint sertés-, zab- és bordézsmát. Az 1526-ban hazavonuló törökök egy seregrésze felégette a falut. 1550-ben már a töröknek is adóztak. 1552-ben elpusztult a falu, de 1556-ban lakói visszatértek. 1596-ban az Eger elfoglalásáért indított hadjáratban ismételten elpusztult, s 1609 körül népesült be újra, és a török időkben is végig népes település maradt.
A 16. században két malom is volt a faluban. 1700-ban Telekessy István püspök Maklár mezővárosában esztendőnként három ízben tartandó országos vásárra szerzett privilégiumot. A Rákóczi-szabadságharc alatt 1708-ban ismét elpusztult; akik megmenekültek, az andornaki pincékben húzták meg magukat, s csak 1712 után kezdtek visszatelepedni. A robotmegváltás és a szabad költözés lehetősége, valamint a kiterjedt termékeny határ a 17. század első felében szép számmal csalogatták ide a szomszédos falvak nehezebben élő gazdáit. 1741-ben Tarnaszentmáriáról, 1758-ban Egerszólátról költözött át egy-egy csoport az ottani túlzott robotterhek miatt. 1732-től Erdődy püspök eltiltotta a kálvinisták szabad vallásgyakorlatát, ami azt eredményezte, hogy a reformátusok egy része elvándorolt. A helyükre katolikus németeket költöztettek. 1758-ban ment végbe a "svábok" első nagy beköltözése. 1764-ben 27-28 német család, 1772-1774 között ismét 20 német telepes költözött Maklárra.
1770-ben a Maklári- és Nagy-Aszó-hegyen a helybeli és más falubeli szőlősgazdák összesen 843 kapás szőlőt műveltek. Egy kapás szőlő az egy nap alatt egy ember által megművelt szőlőterület nagyságát jelenti. Ennek területe Heves vármegyében 200 négyszögöl, azaz 720 négyzetméter volt. Ez alapján az 1770-ben megművelt szőlőterület nagysága 0,6 négyzetkilométer, vagy hektárban mérve 60,6 hektár volt. Az 1771. évi úrbérrendezés során a falu határát első osztályúnak minősítették és a korábbi 21 hold helyett 33 kishold szántóföldet és 5 kaszás rétet rendeltek minden egész telekhez. A 19. század első felében megnövekedett az állattenyésztés jelentősége a településen.
1849-ben Guyon és Aulich honvédseregei itt foglaltak állást a kápolnai csata idején. 1850 körül az úrbérrendezés után növekedett az önálló gazdaságok száma, a település polgári faluvá kezdett válni, a legnagyobb birtokos továbbra is az egri püspök maradt. 1900-ban 2024 római katolikus, 257 református és 15 izraelita lakosa volt.
Egy 1864-ben kelt irat szerint, melyet Keleti Aladár jegyző írt össze, a településen magyar és német ajkú lakosok laktak. A németek 1744-ben költöztek be a településre három családdal. Barkóczy Ferenc püspök 1758-ban kezdte meg a németek idetelepítését.  A falu határában szőlőbirtokok voltak. Földrajzi nevei a következők voltak: Nagy-Aszó, Kis-Aszó, melyek a falutól nyugatra fekvő dombok, Leshely és Baglyos, amely a falutól keletre, az Öreghegy nevű domb részét képezi, valamint a Rimafolyó és az egri meleg víz.
1865-ben Sváb Márton bíró a következő dűlőket jegyezte fel: palántzos, kövesdi úti, Szihalom úti, Baglyos domb, Kenderföldi, laposi, abonyi úti, szikszói úti, országúti, nyúzó és kerecsendi úti, Nagy-Aszó parti dűlő, nagyréti dűlő, koszpérium domb.
A községi régi, ma már csak fényképről ismert templomát Eszterházy Károly egri püspök építtette 1788-1798 között. Faragott köveit az egri várból hozatták. A Szentháromság tiszteletére emelt templomot a német katonaság 1944 őszén felrobbantotta. A sekrestyét és néhány részletet beépítettek a mai, 1948-ban felépített templomban. A rokokó mellékoltár a korábbi templom főoltára volt; a keresztelőkút 1790 körül készült, felsőtárkányi szobrász műve.
A római katolikus plébániaház már 1740-ben fennállt, majd 1767-ben Eszterházy újjáépíttette Zwenger Józseffel.
A református templom az 1944-ben felrobbantott régi templom helyen áll; beltelkes elhelyezésű épület, kegytárgyai a  17.-18. századból valók.
A település malmait a hatvanas években lebontották.
Az 1848. évi forradalomra emlékeztető centenáriumi emlékmű (1948) a Templom téren áll. Az 1914-18-as első világháborús emlékmű a katonák névsorával emlékezik meg az elesett maklári hősökre. 1977-ben a Király Róbert egri szobrász által készített partizán emlékművet az 1944-ben elesett partizánok emlékére állították. 1975-ben helyezték el Borsos Miklós bronzból készült Petőfi Sándor domborművét a könyvtár falán.
Maklár 1950 és 1958 között Maklártálya néven egyesítve volt a vele már akkor is egybeépült szomszédos Nagytálya községgel.

## Közélete

### Polgármesterei
- 1990–1994: Szén János (független)[12]
- 1994–1998: Ujj István (FKgP)[13]
- 1998–2002: Ujj István (FKgP)[14]
- 2002–2006: Ujj István Mátyás (független)[15]
- 2006–2010: Havasi László (Együtt Maklárért Egyesület)[16]
- 2010–2014: Havasi László (Együtt Maklárért Egyesület)[17]
- 2014–2015: Havasi László (Együtt Maklárért Egyesület)[18]
- 2015–2019: Hanuszik Csaba Gábor (Együtt Maklárért Egyesület)[19]
- 2019–2024: Hanuszik Csaba Gábor (Együtt Maklárért Egyesület)[20]
- 2024– : Hanuszik Csaba Gábor (Együtt Maklárért Egyesület)[1]

A településen 2015. október 18-án időközi polgármester-választást kellett tartani, mert a korábbi polgármester, Havasi László az év július 22-én elhunyt. A győzelmet három jelölt közül az addigi alpolgármester szerezte meg, meglehetősen magas, 81,52 %-os szavazati aránnyal.

### Önkormányzati képviselő-választások

#### 2014
A 2014-es magyarországi önkormányzati választáson az alábbi személyek lettek a 2014 és 2019 közt működő képviselő-testület tagjai (nevük mögött zárójelben az elnyert szavazatszámuk szerepel):
- Zeleiné Hídvégi Katalin Éva (561), Karanyic István (556), Hanuszik Csaba Gábor (498), Rónai Péter (454), Numan László (444), Dr. Bánhegyi Péter (438). A képviselő-testületbe bejutott jelöltek kivétel nélkül az Együtt Maklárért Egyesület (EME) jelöltjei, akárcsak a polgármester.

Az alábbi képviselőjelöltek nem jutottak be a 2014-2019 közt működő képviselő-testületbe:
- Sumi Ágnes Matild (409), Krattinger Ákos (286), Jakabné Aux Andrea (252) és Ircsik Lászlóné (198).

## Népesség
A település népességének változása:
| Lakosok száma | 2411 | 2395 | 2361 | 2409 | 2439 | 2424 | 2380 |
|               | 2013 | 2014 | 2015 | 2021 | 2022 | 2023 | 2024 |

2001-ben a település lakosságának 99%-a magyar, 1%-a cigány nemzetiségűnek vallotta magát.
A 2011-es népszámlálás során a lakosok 90,3%-a magyarnak, 1,5% cigánynak, 0,2% németnek, 0,2% ruszinnak mondta magát (9,7% nem nyilatkozott; a kettős identitások miatt a végösszeg nagyobb lehet 100%-nál). A vallási megoszlás a következő volt: római katolikus 45,7%, református 7,6%, görögkatolikus 0,2%, felekezeten kívüli 16,3% (29,6% nem nyilatkozott).
2022-ben a lakosság 91,2%-a vallotta magát magyarnak, 1,2% cigánynak, 0,4% németnek, 0,2% ruszinnak, 0,1-0,1% görögnek, románnak és ukránnak, 2,5% egyéb, nem hazai nemzetiségűnek (8,7% nem nyilatkozott; a kettős identitások miatt a végösszeg nagyobb lehet 100%-nál). Vallásuk szerint 32% volt római katolikus, 6,7% református, 0,3% görög katolikus, 0,9% egyéb keresztény, 1,5% egyéb katolikus, 14,1% felekezeten kívüli (44,1% nem válaszolt).

## Infrastruktúra

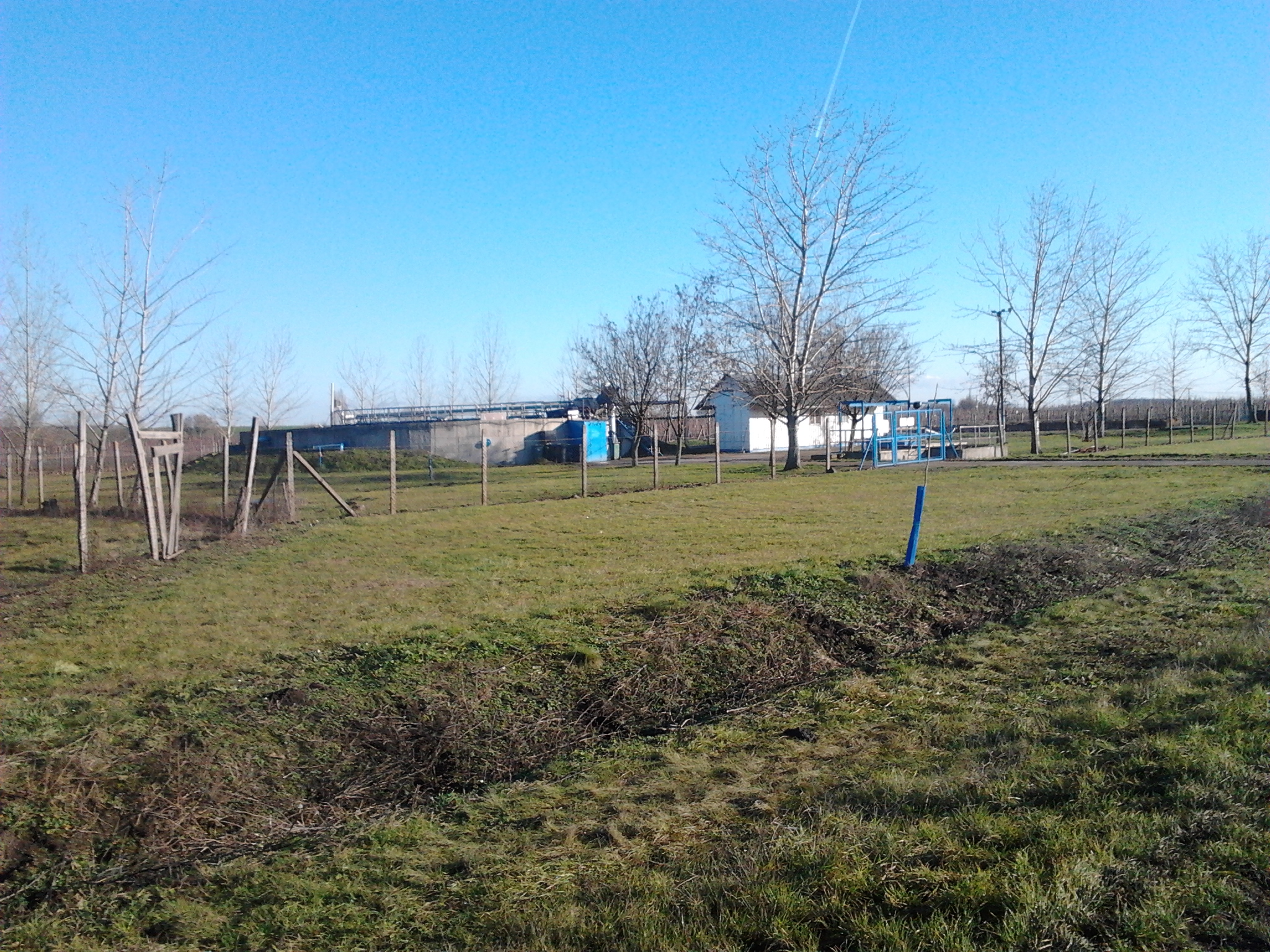
Szennyvíztisztító telep a falu déli részén

A falu közművekkel teljesen ki van építve. Mindenhol van vezetékes ivóvíz, gázvezeték és szennyvízelvezető csatorna. Maklár, Nagytálya és Andornaktálya kommunális szennyvizét a Maklár külterületén található szennyvíztisztító telepen kezeli a három önkormányzat által létrehozott kft. Az elektromos hálózat is minden utcában megtalálható, és mindenhol lehetőség van vezetékes telefon és kábeltelevízió bekötésére is. Igénybe lehet venni a telefontársaságok által kínált ADSL-internet szolgáltatásokat, ezen kívül egy mikrohullámú internet-állomás kiépítése is megtörtént.
Az utak 100%-a burkolt. A legforgalmasabb utcák – Egri utca, Gárdonyi utca – mellett kerékpárút épült. A teherautó-forgalom a 10 t-s súlykorlátozás miatt elkerüli a települést. A közvilágítás korszerűsítése során nagyobb teljesítményű, ugyanakkor energiatakarékos világítótestek felszerelésével biztonságosabbá vált az éjszakai közlekedés.
2006-ban a falu határában csapadékvíz elvezető árok épült.
A kommunális hulladék elszállítása heti rendszerességgel, hétfőn történik, szelektív hulladék elszállítás kéthetente, kedden. Zöld hulladékot a meghirdetett napokon szállítanak el.

## Gazdaság
Maklár 2400 fő lakosú település Heves vármegyében. Akik nem találnak helyben munkahelyet, nagyrészt a közeli városban, Egerben helyezkednek el, a többiek a szomszédos Füzesabonyban dolgoznak. Makláron több vállalkozás és gazdasági társaság működik. Az elmúlt években ide települt a Bosch Automotive Steering vállalata, valamint a Stühmer Cukrászüzem.
A település hagyományosan mezőgazdasági területen fekszik. A lakosság egy része a község határában lévő földjeit bérbe adja a helyi székhelyű mezőgazdasági társaságnak, ami a termelőszövetkezet átalakulásával jött létre. A korlátolt felelősségű társaság körülbelül 1800 hektár területen dolgozik évről évre. A térségben a kilencvenes évektől kezdődően egyre több a gyümölcsös, ahol almát, sárga- és őszibarackot termesztenek. A község szőlőültetvényeiről kerül ki a híres Eger környéki borok egy része.
Makláron több helyi vállalkozás, illetve nagyobb vállalat is üzemel. A falu gazdasági életét és munkalehetőségeit egyre inkább a helyi gyárak és kisvállalkozások biztosítják, szemben a korábbi, főleg mezőgazdasági munkalehetőségekkel. 2014-ben két gyárüzem is létesült a falu déli szélén. A kormányműveket gyártó ZF Lenkysystem Hungária Kft. és a Stühmer csokoládégyár. Az élelmiszeripar és a járműipar egyre jelentősebb részt képvisel a település gazdasági összetételében. 
Maklár főbb gazdasági vállalkozásai a következők:
- Bosch Automotive Steering Kft.  2013 szeptember elején volt a ZF Lenksysteme Hungária Kft. ünnepélyes alapkőletétele a falu déli határában, a 2501-es számú út mentén. Az új kormányműveket gyártó 23000 négyzetméteres üzem létesítésével 115 új munkahely jött létre a faluban.[27][28]
- Agrosidae Kft. A maklári Táncsics Mihály utcai Agrosidae Szolgáltató-, Termelő és  Kereskedelmi Kft. hűtőházának és gyümölcslékészítőüzemének fejlesztése a Széchenyi terv 98 millió forintos támogatásából valósult meg.[29]
- Stühmer Kft.  Az 1868-ban Stühmer Frigyes által bejegyeztetett márkát továbbvivő Stühmer Kft. 500 millió forintos beruházással édesipari üzemet és a maklári telephelyen mintaboltot  hozott létre.[30][31]
- Numan Pékség Az 1992-ben indult pékség mára 4 péküzemet és 13 mintaboltot működtet és 65 munkahelyet biztosít.[32]

A helyi pékség mellett a település lakosságának élelmiszer-ellátását a Gárdonyi úti Coop abc és az Egri úti Coop abc biztosítja.
A település főutcája mellett található a Royal cukrászda, a Sárga Csikó Falatozó és Vendégház és a Napsugár Vendégház.

## Intézmények
Maklár közigazgatásilag körjegyzőségben működik a szomszédos faluval, Nagytályával.  A község központjában 2006-ban kialakították  Maklár Igazgatási Központját. Ebben az épületben működik az Önkormányzat, itt van a házasságkötő terem, szintén itt kapott helyet az Eger és Környéke Takarékszövetkezet maklári fiókja, a rendőrség irodája és a szennyvízhálózat fenntartásáról gondoskodó kft is.
Helyben működik egy postahivatal. A községben nyolcosztályos, napközis, kiemelkedően jól felszerelt általános iskola működik, megfelelő szaktudással rendelkező tanári csapattal. Az iskolának van egy nagy tornaterme, ami kispályás foci, kosárlabda, ugrókötél stb. versenyeknek biztosít helyet. A település központjában van a Napsugár óvoda, ahol három óvodai csoportban készítik fel a gyerekeket az iskolára. Már óvodás korban elkezdődik a sakk oktatása. Az iskolás korú gyerekek egyik kedvenc szabadidős programja a kötélugrás és a sakk. A bölcsődés korú gyermekeket a családi napközi fogadja.

## Egészségügy
A háziorvosi szolgálatot a Medifam Kft. látja el, akik kiemelt figyelmet fordítanak a gyerekek és az idősek egészségi állapotára, a szűrések szervezésére és az egészséges életmód népszerűsítésére. Évente egészségnapot szerveznek, amelyen egy-egy kiemelt témát dolgoznak fel szakorvosok és alternatív gyógyítással, tornával, masszázzsal foglalkozó szakemberek segítségével. A községnek van saját fogorvosi rendelője, ahol a munkanapokon a felnőtteket, pénteken a gyerekeket fogadják iskolafogászat keretében. A babák és a kicsik védelme érdekében védőnő szolgálat működik.

## Kulturális élet

### Szórakozás, sport, vallás

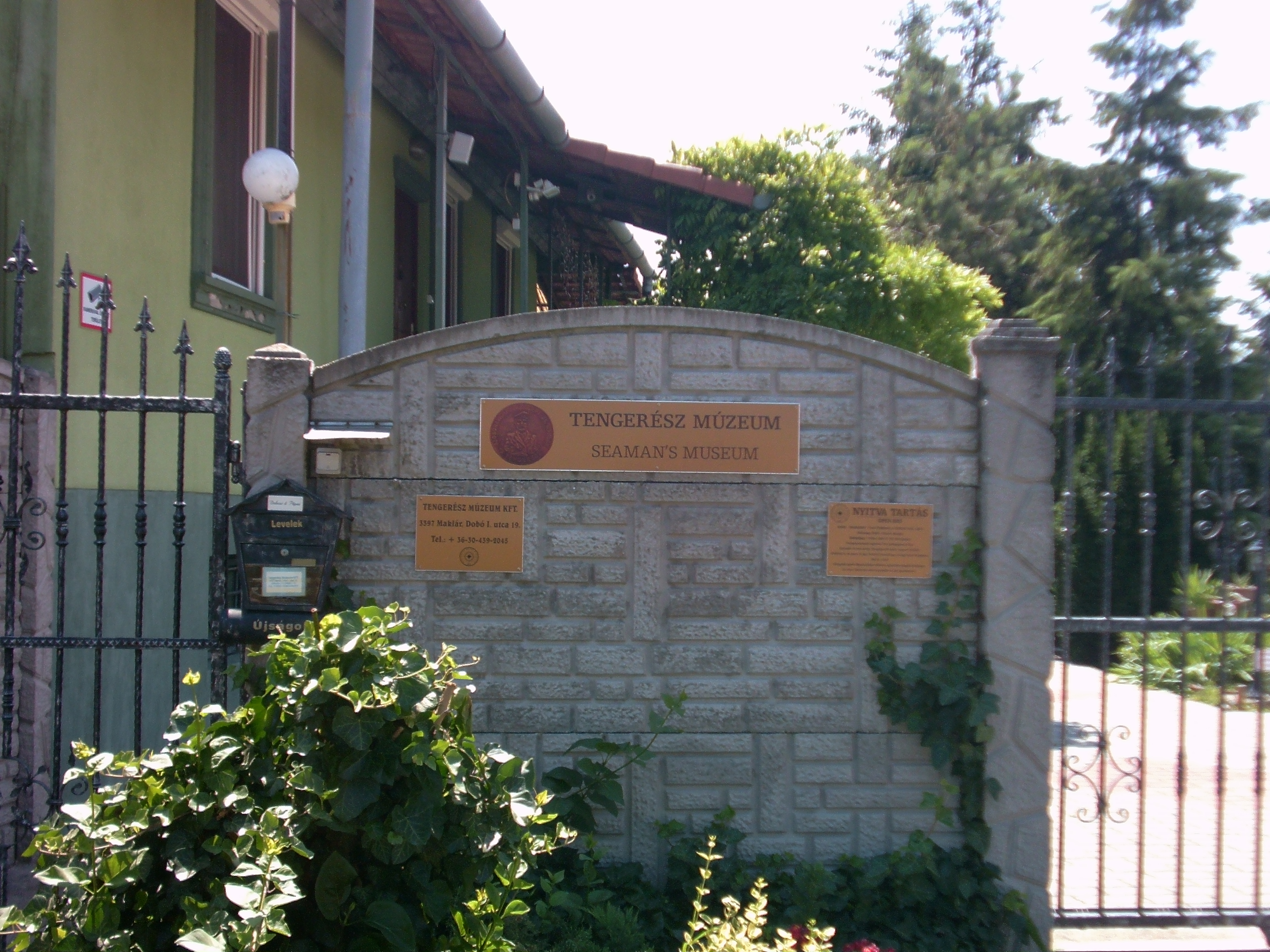
A Tengerészmúzeum bejárata Makláron

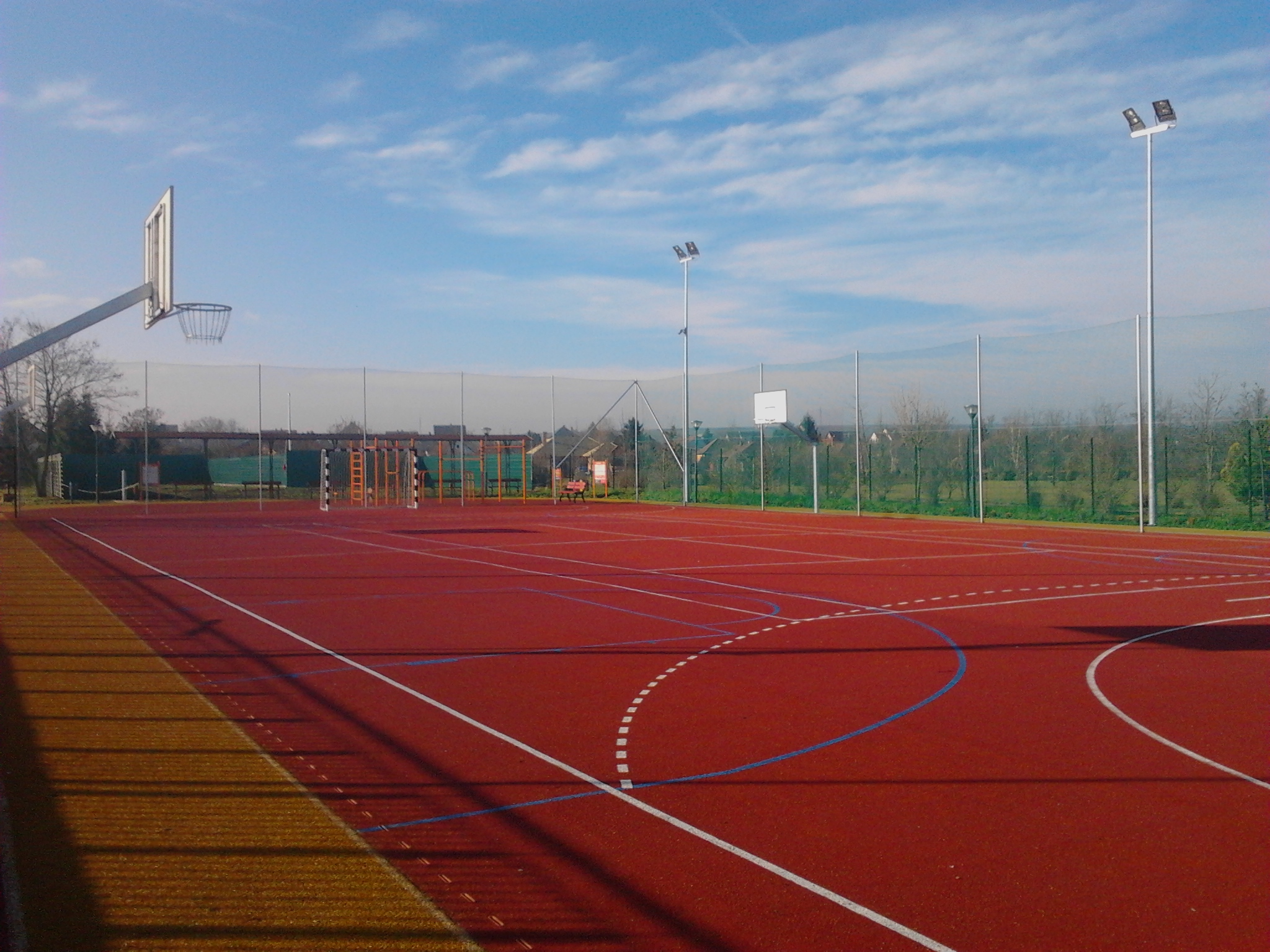
A maklári Sportcentrum 2017 őszén átadott gumiborítású pályája.

A kulturális eseményeknek a Művelődési Ház ad otthont. Ebben az épületben van a több mint 10 000 kötetes Petőfi Emlékkönyvtár.
A sportesemények az iskola tornatermén kívül az Adler Sándorról elnevezett sporttelepen kerülnek megrendezésre. A falu határában egy 2,5 km hosszú ralipálya várja az autósport szerelmeseit. A pálya sajnos jelenleg nem üzemel, de valószínű, hogy hamarosan ismét beindul. Aki viszont a repülést részesíti előnyben, annak minden igényét a Maklári Sportrepülőtér tudja kielégíteni. A Maklári Kötélugró Klub többszörös világ- és Európa-bajnok kötelesei folyamatos nagyszerű sikereivel növelik Maklár hírnevét.[forrás?] A cselgáncs, karate és lovaglás mellett a sakk, valamint asztalitenisz szakosztály is működik Makláron.
A településen a katolikus és a református vallás is jelen van. Maklár látnivalói között szerepel a katolikus, és a református templom és paplak és a katolikus plébánia.
A településen található a Tengerész Múzeum.

#### A Maklár SE
A Maklár SE nevű labdarúgóklubot 1935-ben alapították. Jelenleg a Heves vármegyei első osztályban szerepel. Hazai mérkőzéseit az 1979. május 6-án átadott, 700 fő befogadó képességű Adler Sándor Sporttelepen játssza. (Az ülőhelyek száma 200.)  A Maklár SE klubszínei: fehér-kék.

### Népviselet, szólások
Maklár népviseletét a sokszínűség jellemzi, összefüggésben azzal, hogy a 18. században betelepült németek, szlovákok és más nemzetiségűek magukkal hozták öltözködési és életmódbeli szokásaikat.
A községhez számos szólás-mondás kötődik: "Rendjén van, mint Makláron a széna." A falu határán túl is ismert a következő szólás: "Majd összeszedi magát, mint Makláron a Szüle káposztája." Jelentése: „egyszer majd minden megoldódik, rendbe jön”. Megyeszerte emlegették ezt a formát is: "Maklári búcsú, salátás búcsú."

### Hagyományok, események
Erzsébet bál,
Kötélugró bál,
Szüreti mulatság,
Maklári majális,
Ultiverseny,
Kakasfőzés,
Falunap – július első szombatja,
Kézműves kiállítás és vásár,
Röfinap - december

### Híres emberek
- Itt hunyt el Balássy Ferenc (1821–1896) római katolikus lelkész, történész, egyháztörténész; a Magyar Tudományos Akadémia levelező tagja.
- Itt él Csézi Erzsébet, művésznevén Csézy, énekesnő.[38]

### Média
- Maklári Harsona (helyi periodika,  1995 óta)
- a kábeltelevízió hálózatán Maklár–Nagytálya Televízió
- A település honlapja

### Nevezetességei
- Templom tér

Nepomuki Szent János szobor
1848/49-es szabadságharc és a kápolnai csata emlékműve
Petőfi Sándor domborműve
A Családot ábrázoló kopjafák
Békeoszlop
- Repülőtér (1957-ben létesítették.)

## Testvér-települési kapcsolatok
Maklár két településsel ápol testvér-települési kapcsolatot:
- Fenyéd, Románia (Székelyföld)
- Szádalmás, Szlovákia

## Galéria

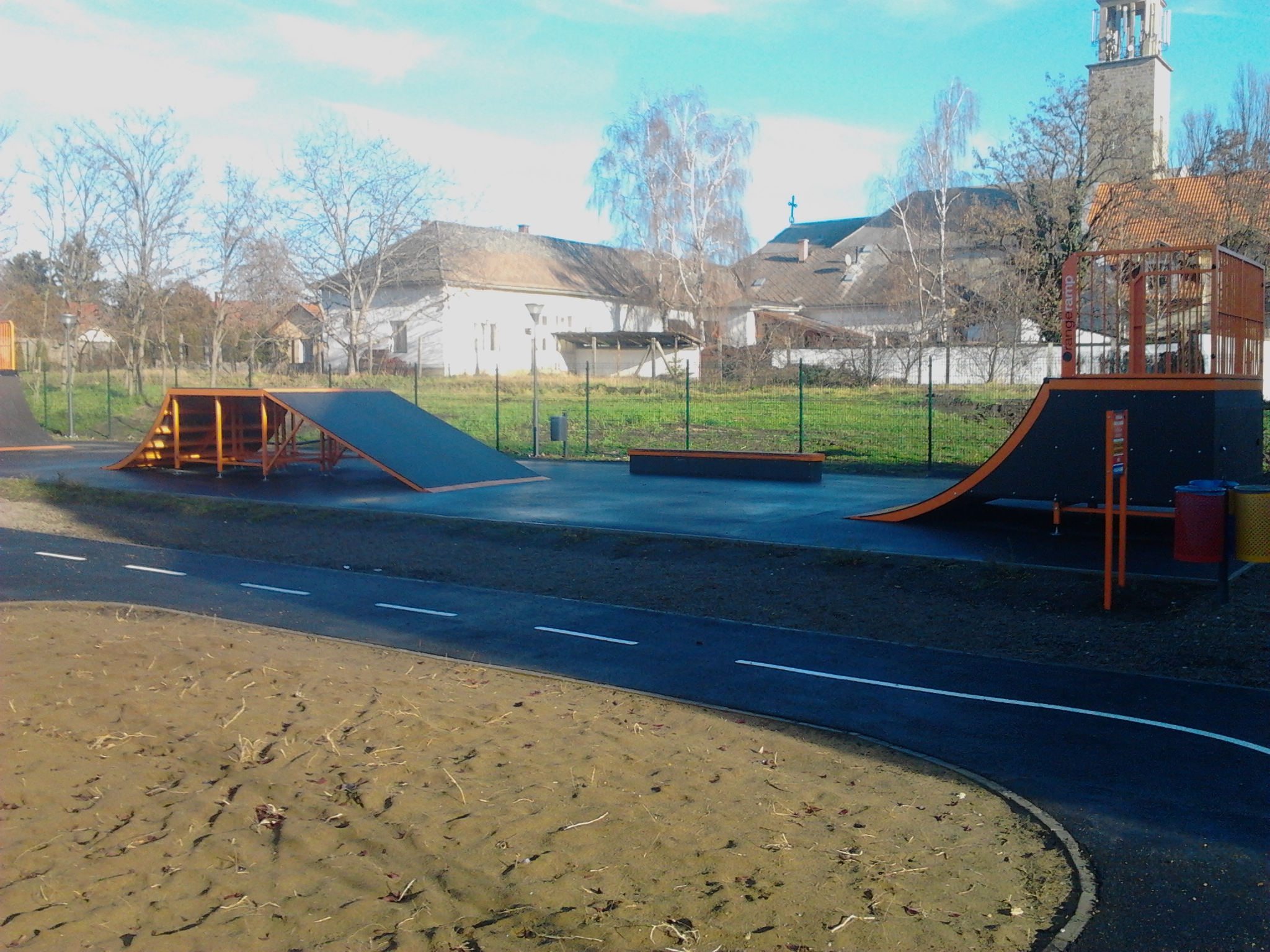
A Sportközpont gördeszkás, BMX-es elemei
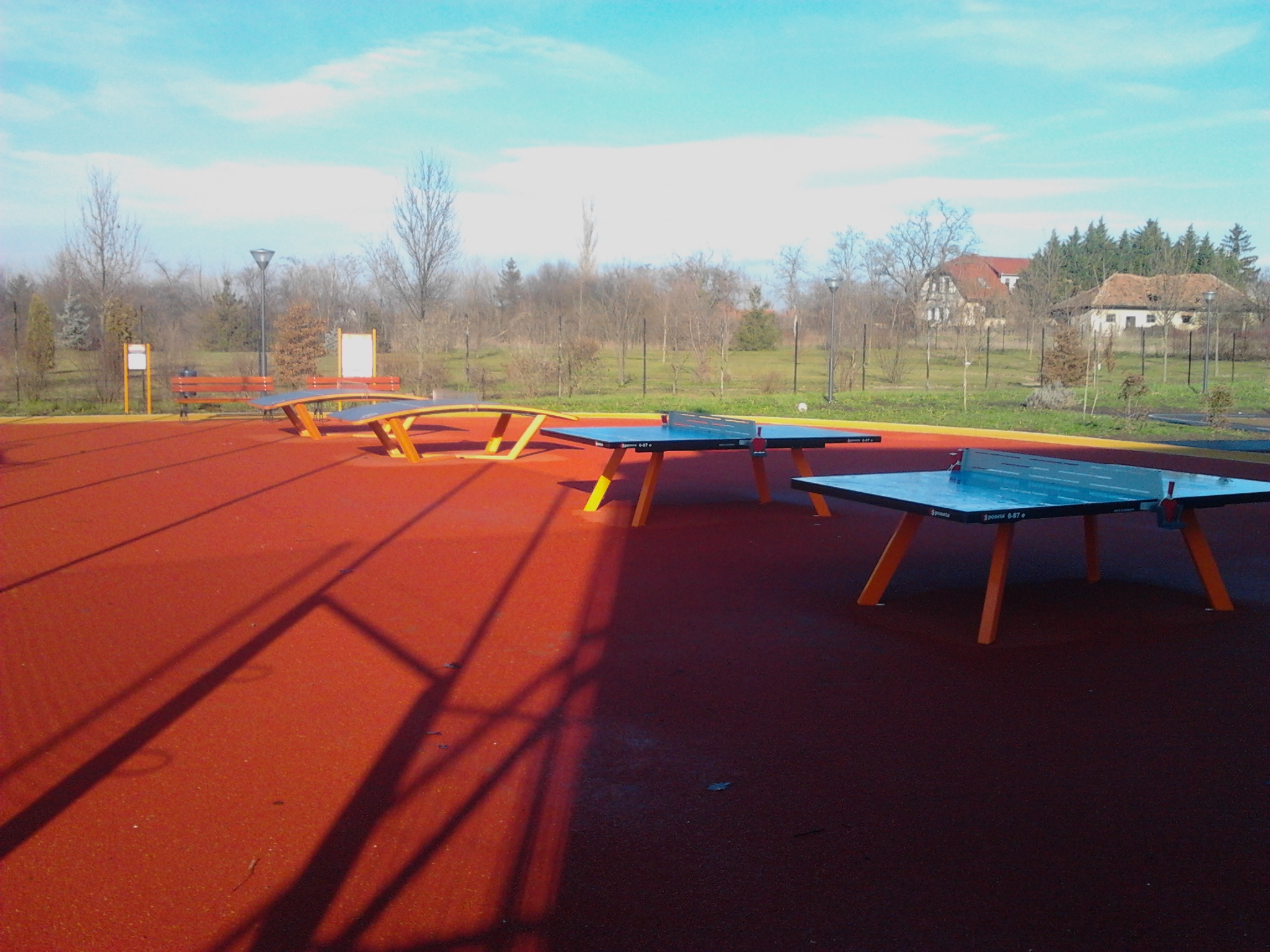
A Sportközpont asztalitenisz és teqball asztalai
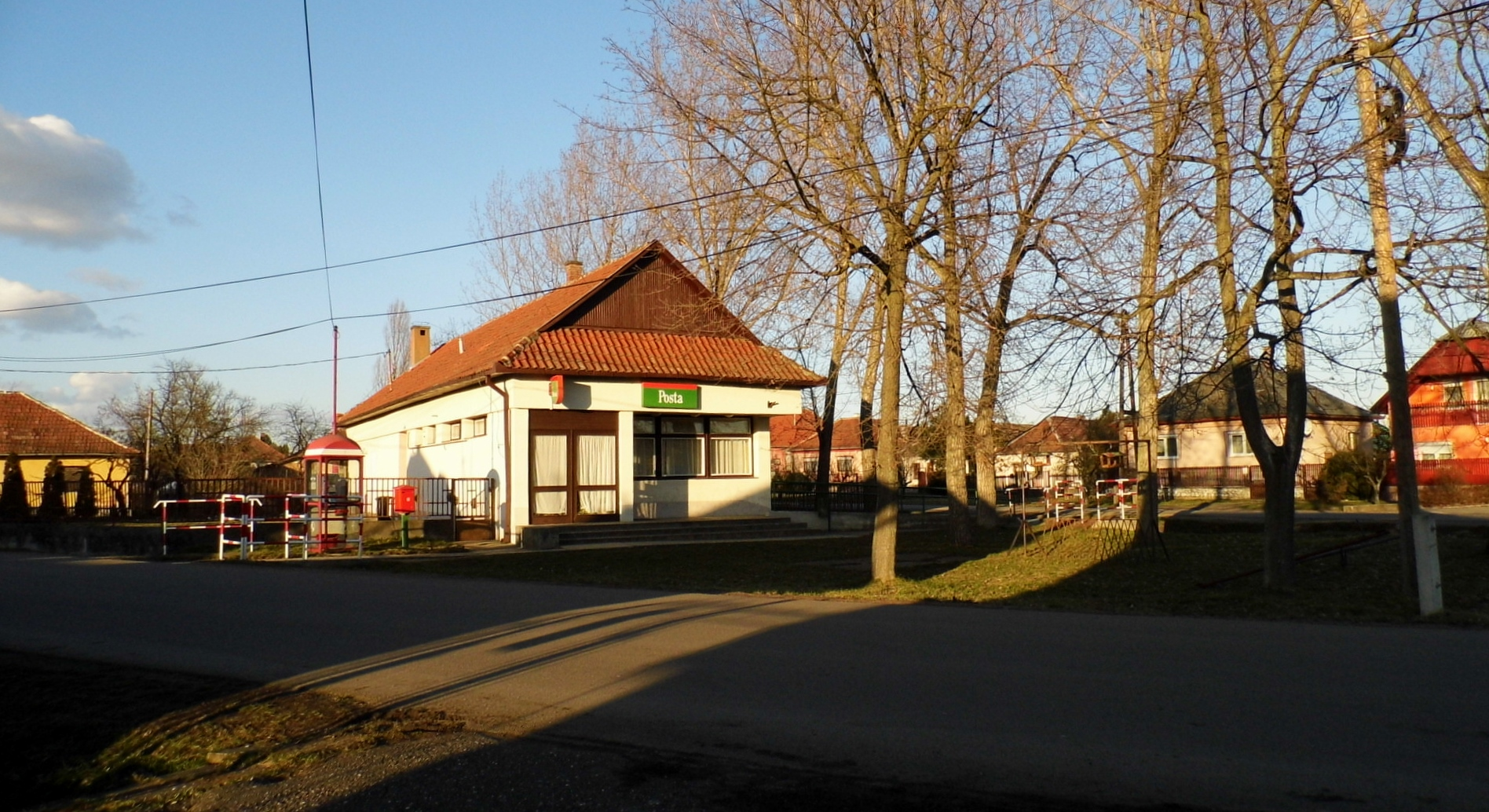
A Magyar Posta kirendeltsége a Rozmaring és a József Attila utcák elágazásában
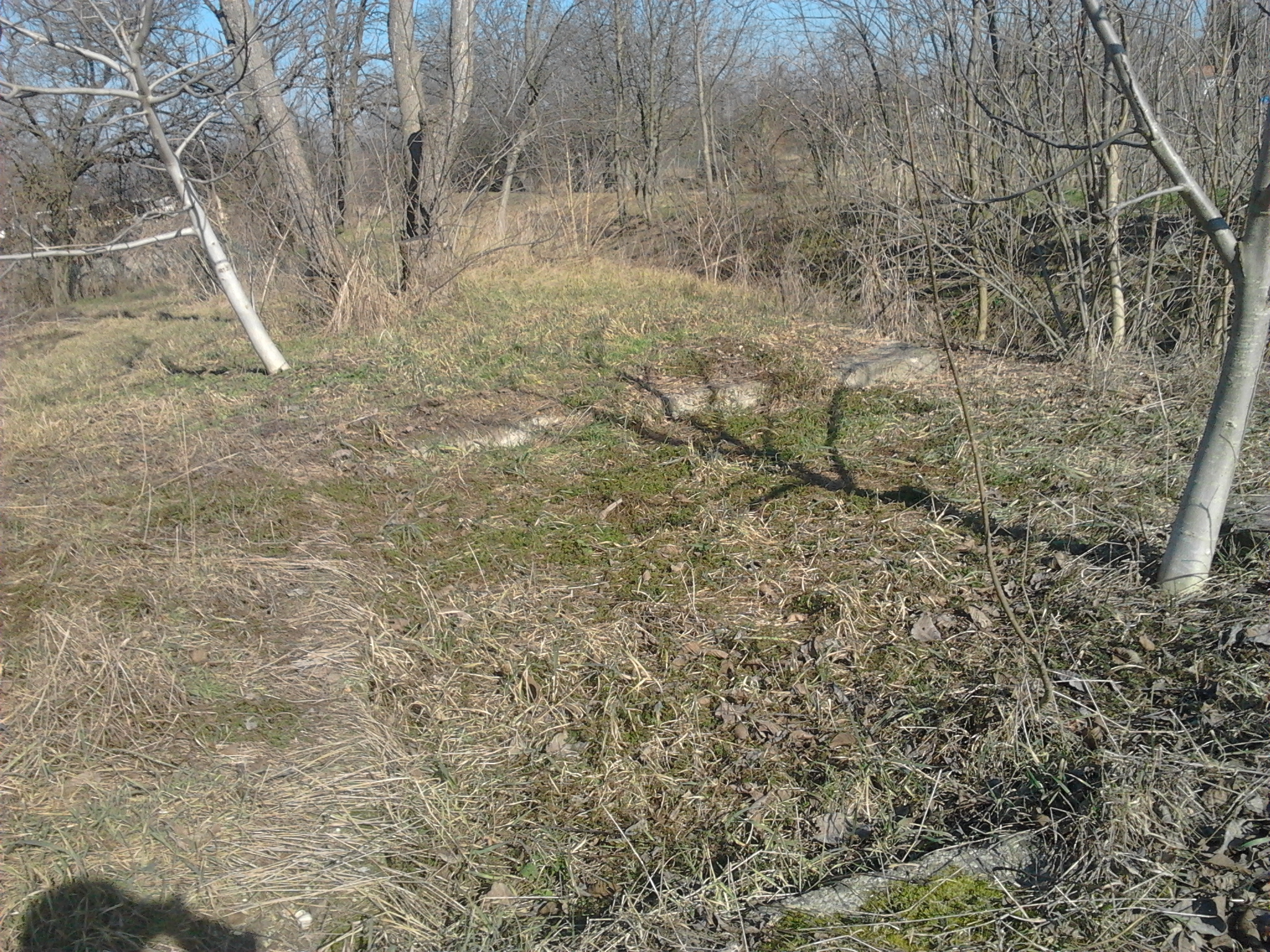
A régi Szabó-malom alapjainak maradványai
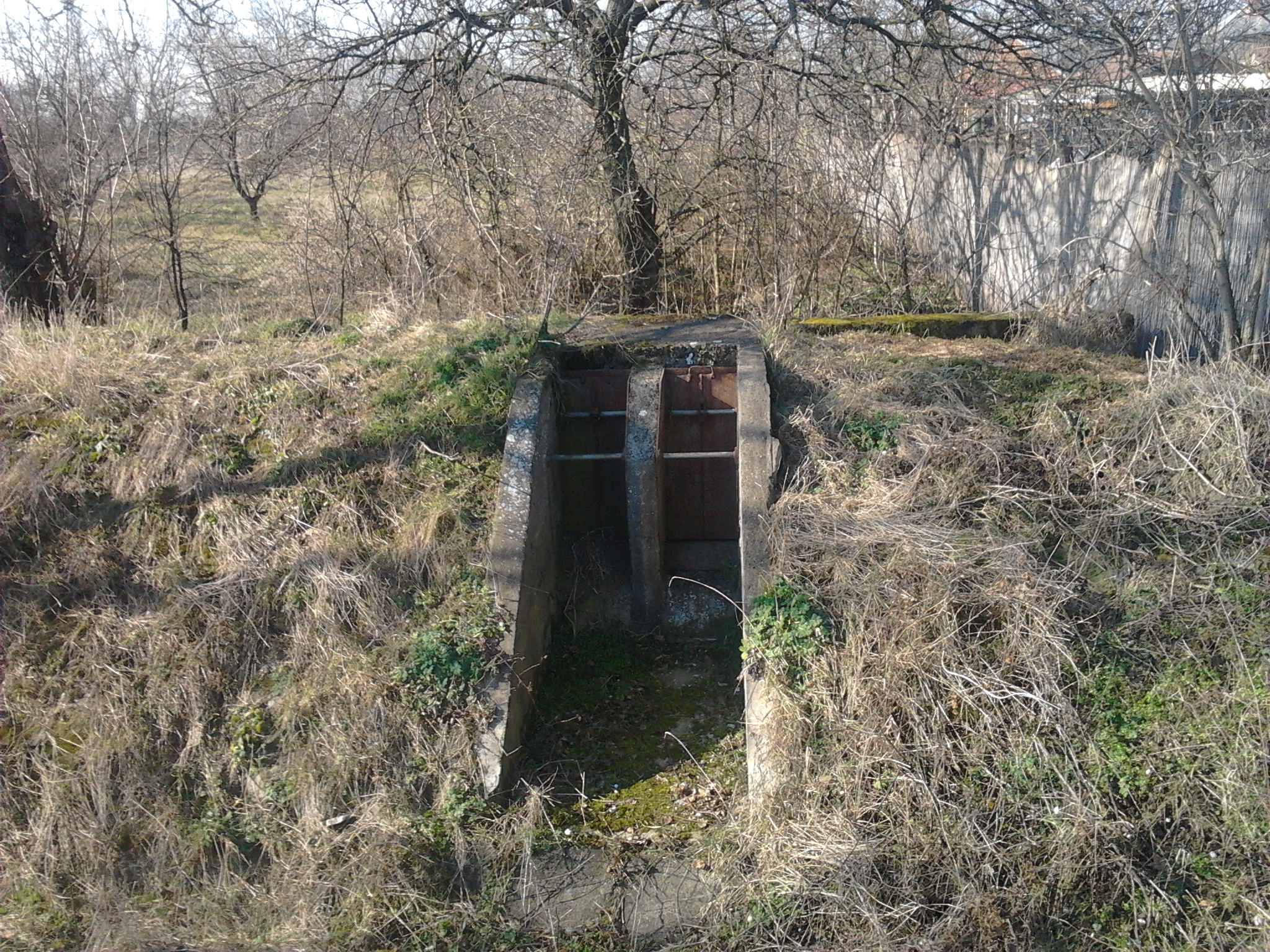
Mellékzsilip az Eger-csatornából kiágazó öntözőcsatorna felé Makláron
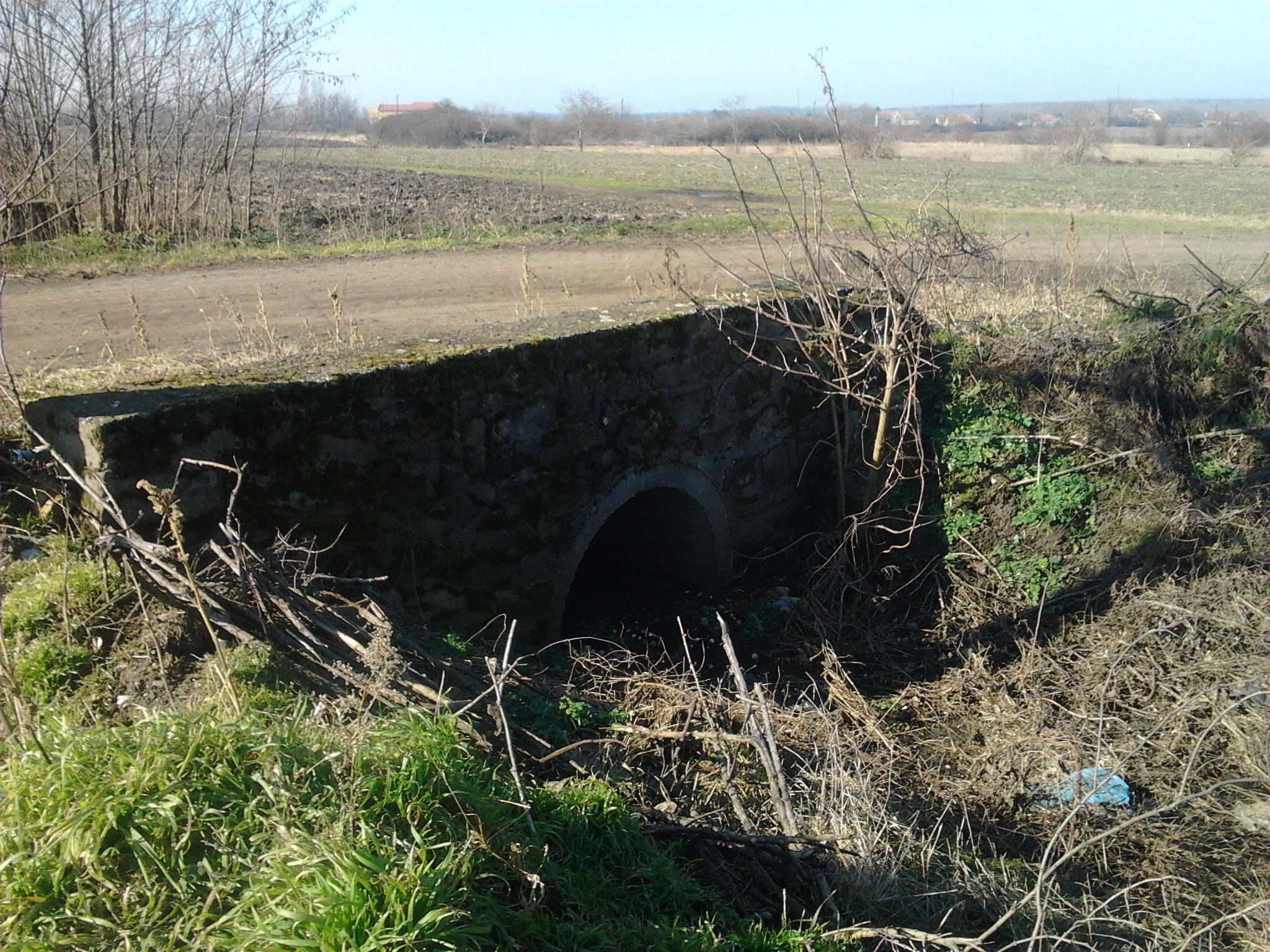
Régi kőhíd a határban
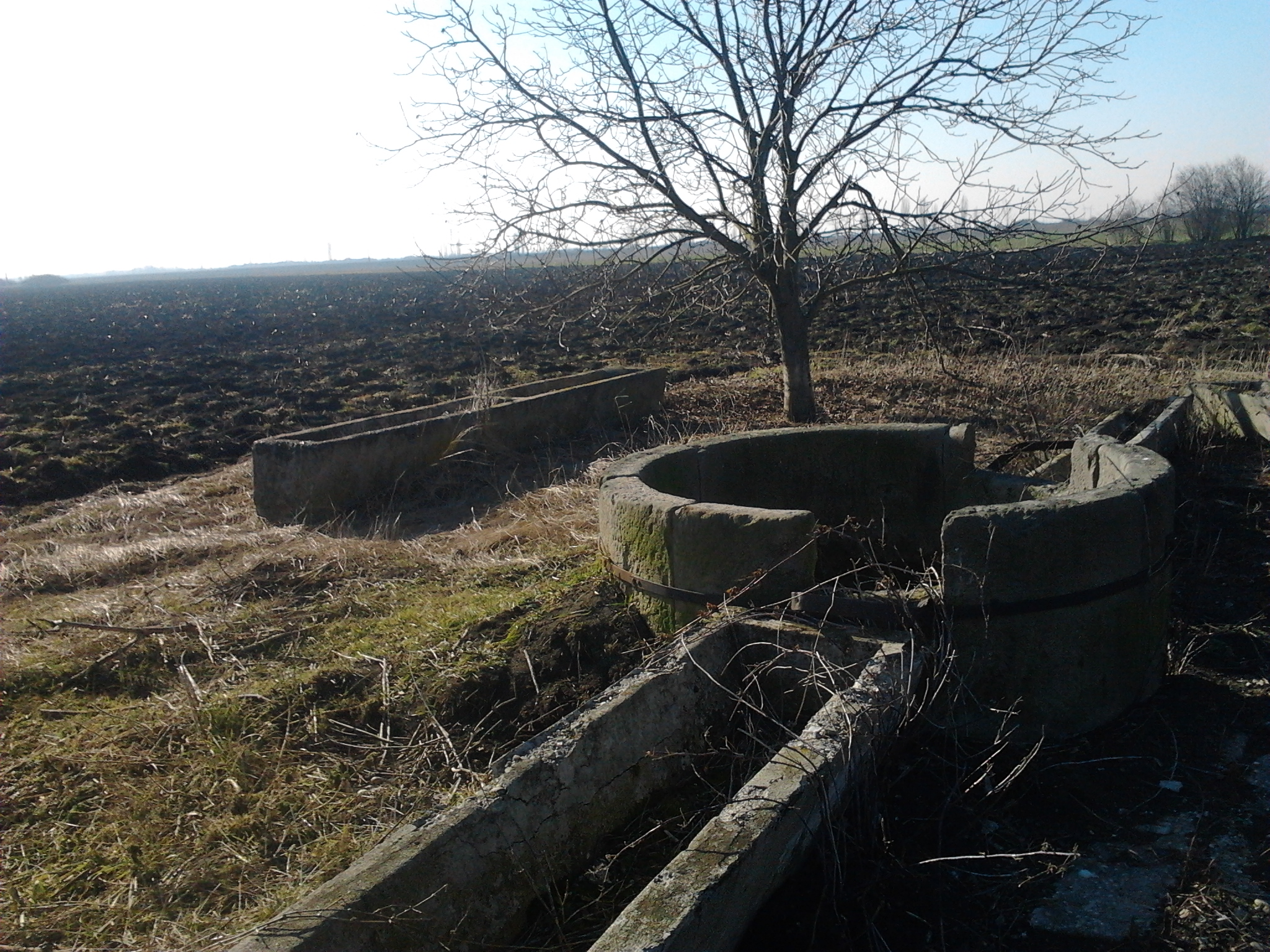
Itatókút és itatóvályúk a falu déli határában
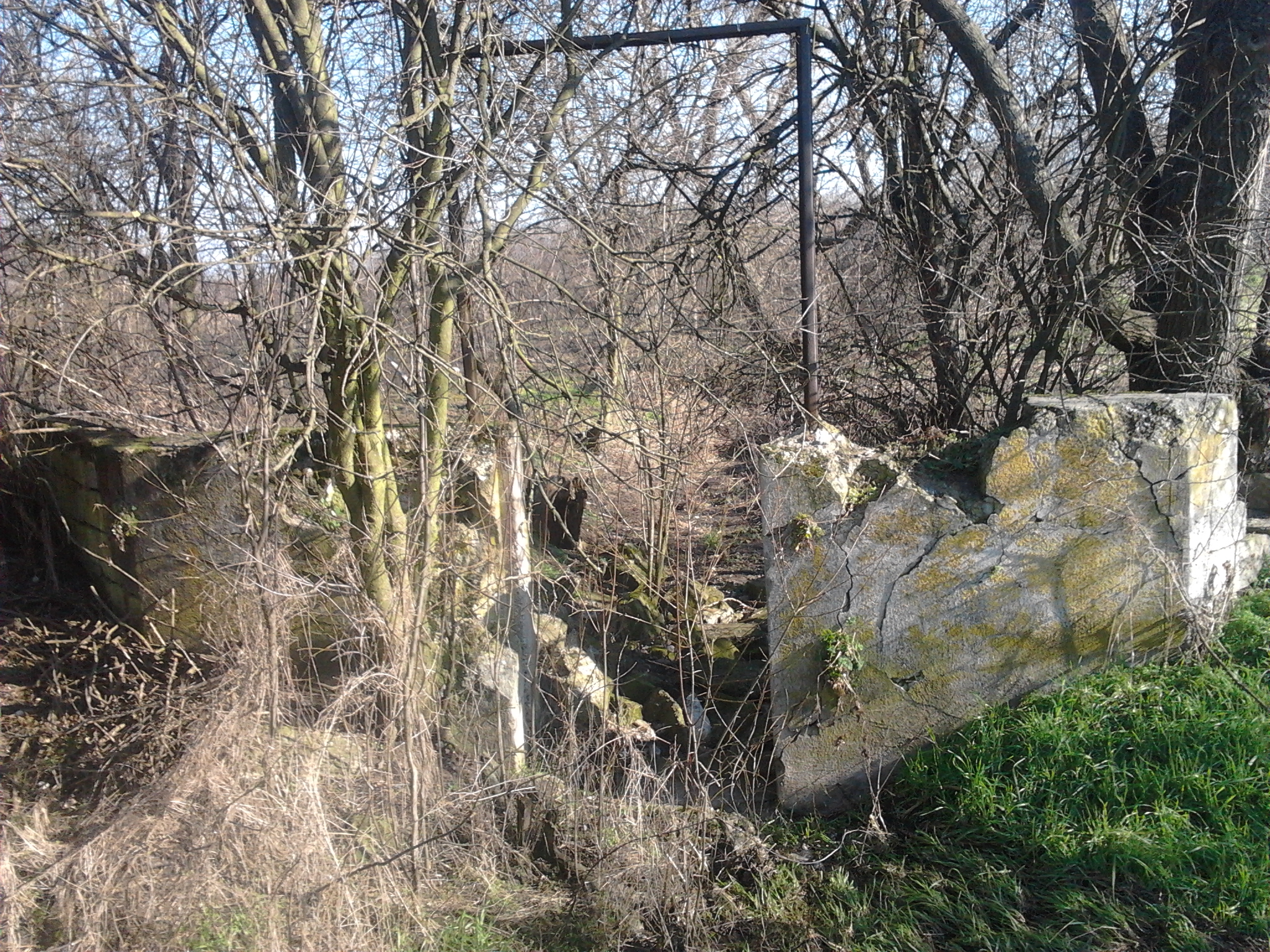
Régi felcsévélős zsilip az Ördögárok és az Eger-csatorna találkozásának közelében
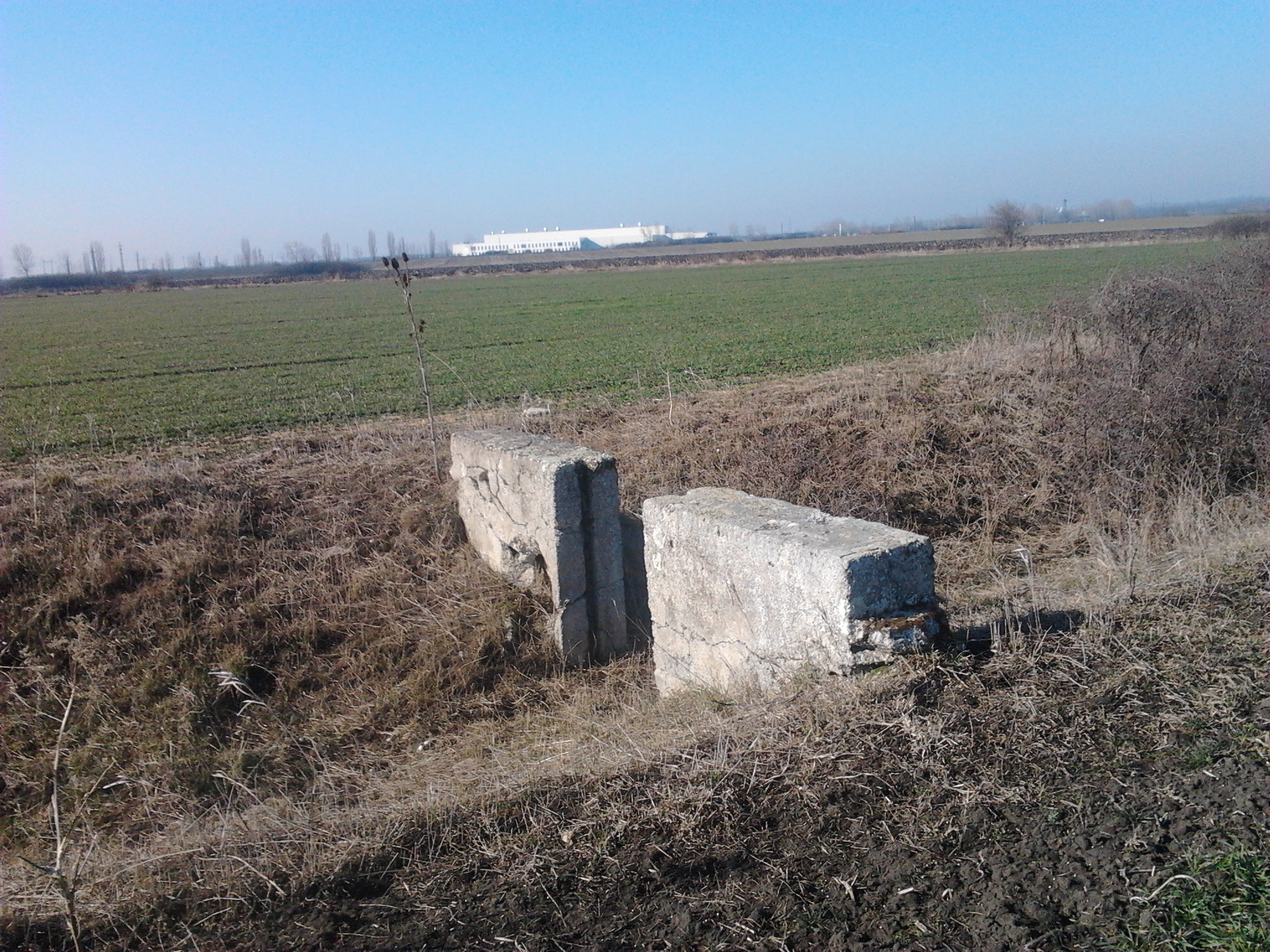
A régi zsiliprendszer máig megmaradt betonelemei, a háttérben a ZF Lenkysystem maklári gyára
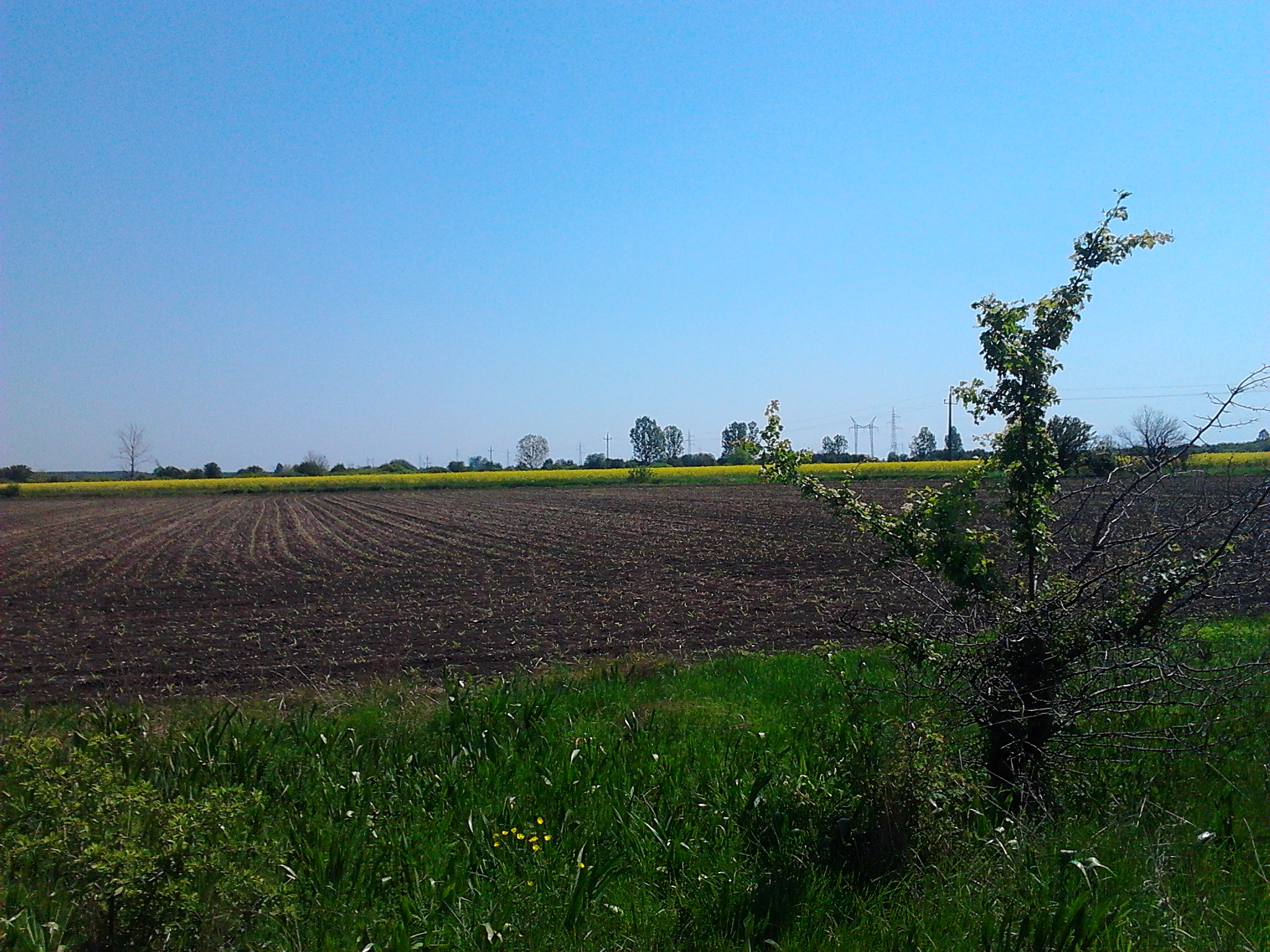
A falu határának részlete tavasszal